# 德成
德成（？—？），号容轩，那木都鲁氏，满洲正白旗人。嘉庆丙子翻译举人，嘉慶二十四年己卯恩科翻译进士。由刑部員外郎，補授山西道御史，轉刑科給事中。

## 家族
- 高高祖喀爾圖，刑部尚书；
- 高祖吳達禪，正蓝旗满洲都统；
- 曾祖伊达里；
- 祖威赫，泰陵礼部郎中；
- 父文殊保；
- 嫡妻伊尔根觉罗氏、继妻伊尔根觉罗氏、再继妻爱新觉罗氏，和硕裕莊亲王廣祿之孙女、辅国将军亮遠女；
- 子凤山，户部员外郎、国史馆纂修官；
- 孫恒年，光绪己卯举人，刑部笔帖式。[2]